# Société royale belge de statistique
 (février 2018).
Si vous disposez d'ouvrages ou d'articles de référence ou si vous connaissez des sites web de qualité traitant du thème abordé ici, merci de compléter l'article en donnant les références utiles à sa vérifiabilité et en les liant à la section « Notes et références ».
La Société royale belge de statistique (jusqu'en 2017, Société belge de statistique) est la plus importante des sociétés statistiques belges. 
Elle rassemble principalement des chercheurs et enseignants appartenant aux divers établissements universitaires de Belgique, ainsi que des chercheurs et consultants en statistique issus de l'industrie (chimique et pharmaceutique, notamment), de la banque, de l'assurance, et des sociétés d'informatique. 

## Historique
La Société belge de statistique (association à but non lucratif) a été fondée le 10 mars 1937 à Bruxelles. Ses 19 membres fondateurs étaient des personnalités représentatives des milieux gouvernementaux, académiques, industriels, de l'armée et du clergé. 
Le premier président de la Société est Armand Julin (1865-1953), président à l'époque de l'Institut international de statistique, une fonction qu'il assume de 1936 à 1947. La Société à l'origine compte un nombre fixe de 75 membres titulaires et 10 membres honoraires. Cette limitation est levée en 1947 et la Société connaît une croissance rapide. En 1965, sous la présidence de R. Dereymaker, l'appellation néerlandaise de Belgische Vereniging voor Statistiek est légalisée.
Les années 1970-1980 voient un changement prononcé du niveau d'activité de la Société. Avec l'internationalisation croissante de l'activité scientifique, de nombreux statisticiens belges ont, à l'étranger, les contacts et la visibilité académiques qui leur faisaient défaut en Belgique même. Le nombre de membres de la Société décline de façon dramatique. Sous l'impulsion de Pierre Dagnelie et de Jean-Jacques Droesbeke et grâce aux efforts, notamment, de Jan Beirlant et Marc Hallin, des changements sont apportés aux statuts. La Société, sous la présidence de Jef Teugels puis celle de Marc Hallin, prend un nouveau départ, retrouvant, dans l'esprit et dans les faits, son caractère de société nationale. Depuis cette refondation, les documents officiels de la Société sont publiés dans les deux langues nationales et la langue de travail est l'anglais.
En 2017, sous la présidence de Franz Thomas Bruss, la Société devient, par agrément de SM le roi Philippe, Société royale belge de statistique (Koninklijke Belgische Vereniging voor Statistiek). 

## La Société aujourd'hui
La Société a pour vocation de promouvoir les statistiques dans la recherche et l'enseignement. Avec plus de 340 membres, elle est l'une des plus importantes sociétés savantes en Belgique. Plusieurs de ses membres sont impliqués de façon active dans les associations statistiques internationales. Le siège administratif de la Société est abrité par l'Institut national de statistique, devenu Direction générale Statistique (Statistics Belgium), dépendant du gouvernement fédéral belge. La Société entretient avec cette dernière des relations étroites et un représentant élu de Statistics Belgium siège de façon traditionnelle au Conseil de la Société.
La Société est membre depuis 2013 de FENStatS (Federation of European National Statistical Societies (de)).